# Stazione di Valmadonna

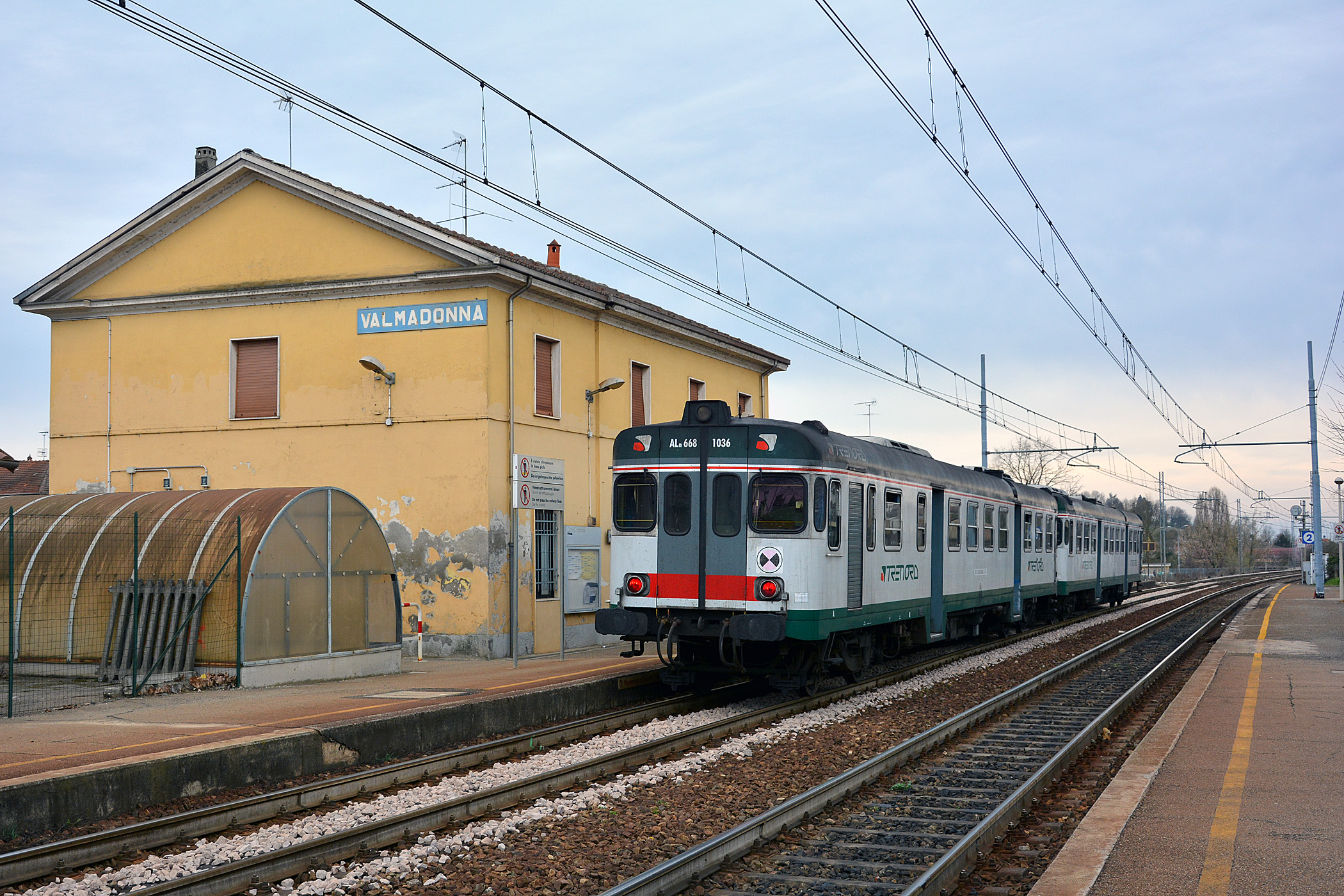

La stazione di Valmadonna è una stazione ferroviaria posta sulla tratta comune alle linee Chivasso-Alessandria, Novara-Alessandria e Pavia-Alessandria. Serve il centro abitato di Valmadonna, frazione di Alessandria.
Per quello che riguarda la categorizzazione delle stazioni, RFI la considera di categoria bronze.

## Strutture e impianti
La stazione di Valmadonna ha 2 binari collegati da un sottopassaggio. Il binario 1 è utilizzato nei collegamenti per Alessandria mentre il binario 2 è utilizzato dai treni in direzione Pavia, Novara, Milano Porta Genova e Chivasso

## Movimento
In stazione fermano i treni da/per Pavia, Milano Porta Genova espletati da Trenord e Novara operati invece da Trenitalia.

## Servizi
- Banchine d'attesa
- Convalidatrici
- Tabellone treni in arrivo e partenza